# Internationale Rozentuin Kortrijk

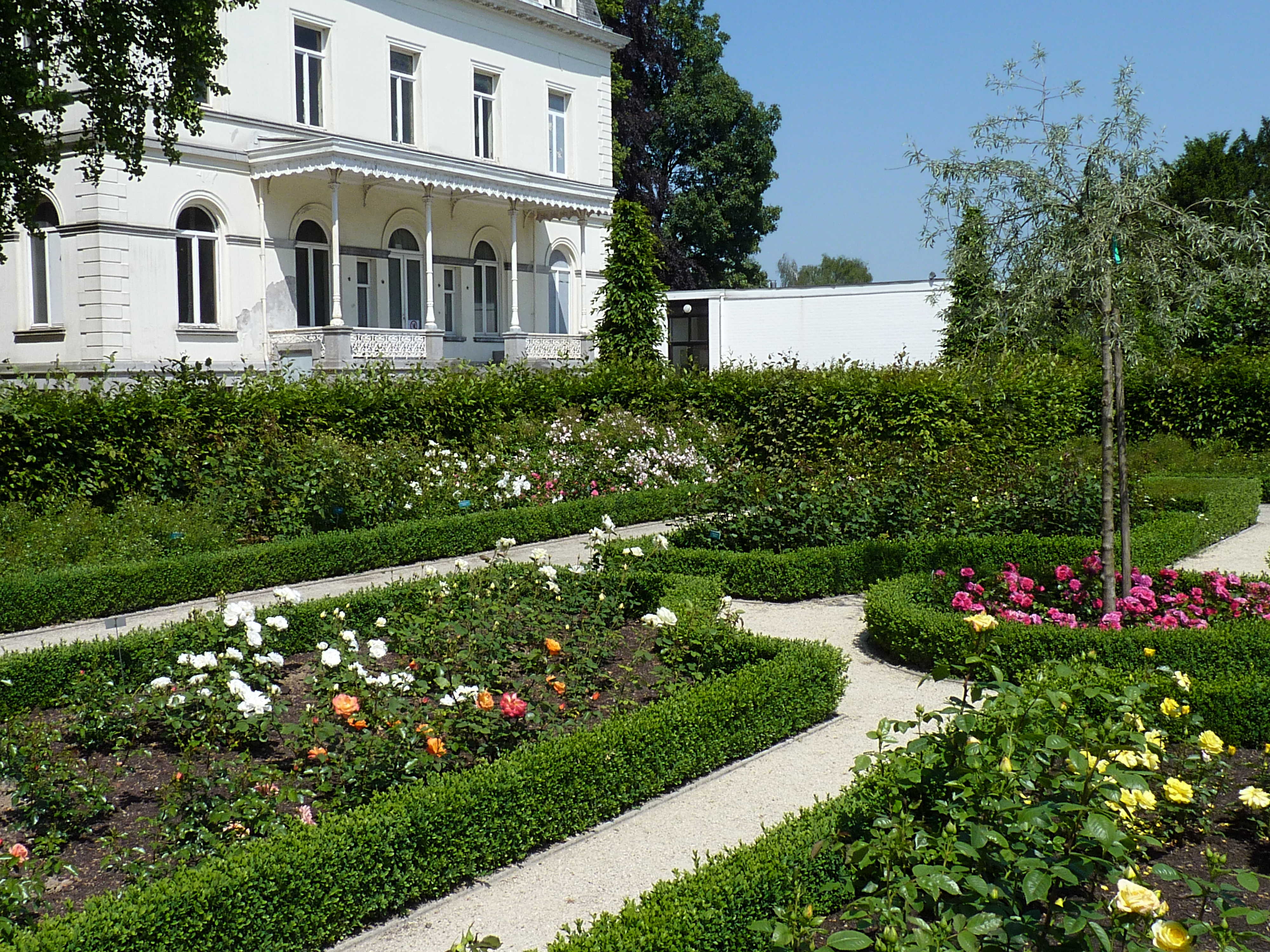
De Internationale Rozentuin Kortrijk.

De Internationale Rozentuin Kortrijk is een park in de Belgische stad Kortrijk. Dit stadspark van een hectare groot ligt in de stadswijk Hoog Kortrijk in het kasteelpark van het kasteel 't Hooghe. Het park grenst aan de President Kennedylaan en de Doorniksesteenweg, rechtover de Hogeschool VIVES.

## Geschiedenis
De Internationale Rozentuin werd opgericht in 1959 in de tuinen van het kasteel ‘t Hooghe. Het rosarium heeft een totale oppervlakte van ongeveer 1 ha en toont de bezoekers zowel de evolutie in de rozenteelt alsook een verzameling aan uiteenlopende rozenvariëteiten. In de proeftuin worden bovendien jaarlijks 100 à 150 nieuwe rozencreaties van Europese selectiehuizen aangeplant.

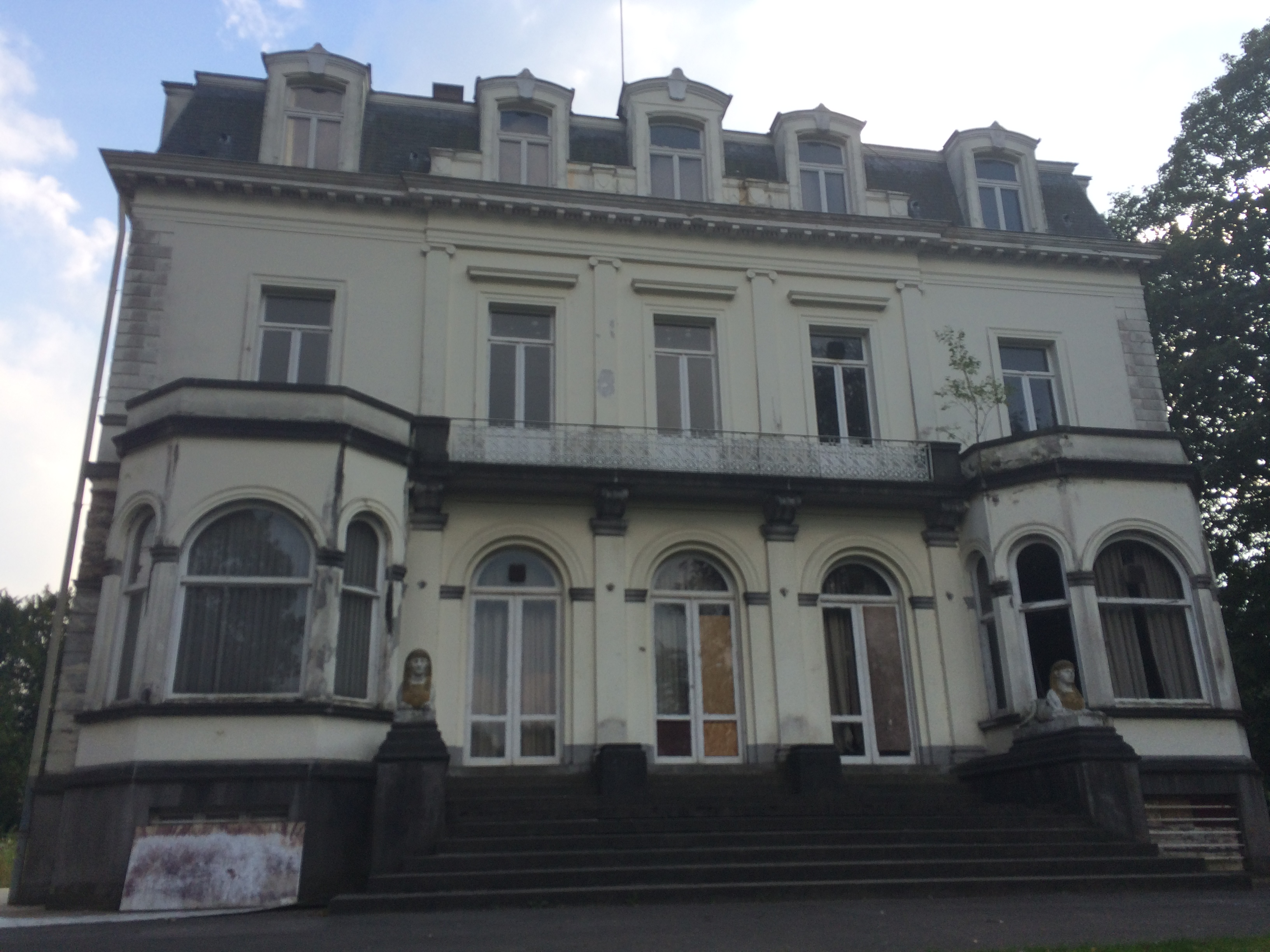
Vooraanzicht kasteel met rug naar de vijver

Eind juni vindt in de Kortrijkse Rozentuin ook een jaarlijkse rozenkeuring plaats. Dit gebeurt telkens nadat proeftuinexemplaren twee jaar werden gevolgd door een permanente en internationale jury. De jury beoordeelde daarbij zowel het uitzicht van bloem als bladertooi, de ziektebestendigheid en de geur van de struiken.

## Trivia
- De stad Kortrijk liet het park in de beginjaren 2000 grondig restaureren.
- De rozentuin staat open voor het publiek en de toegang is kosteloos.